# 김동호 (축구 선수)
김동호(한국 한자: 金動虎, 1991년 2월 21일 ~ )는 대한민국의 축구 선수이며, 포지션은 수비수이다.